# ويلبر شو
ويلبر شو (بالإنجليزية: Wilbur Shaw)‏ هو سائق سيارة سباق أمريكي، ولد في 31 أكتوبر 1902 في شيلبيفيل في الولايات المتحدة، وتوفي في 30 نوفمبر 1954 في ديكاتور في الولايات المتحدة.

## وصلات خارجية
- ويلبر شو على موقع Racing-Reference.info (الإنجليزية)
- ويلبر شو على موقع DriverDB.com (الإنجليزية)

- ويلبر شو على موقع الموسوعة البريطانية (الإنجليزية)
- ويلبر شو على موقع إن إن دي بي (الإنجليزية)